# Aktivkohlewärmer

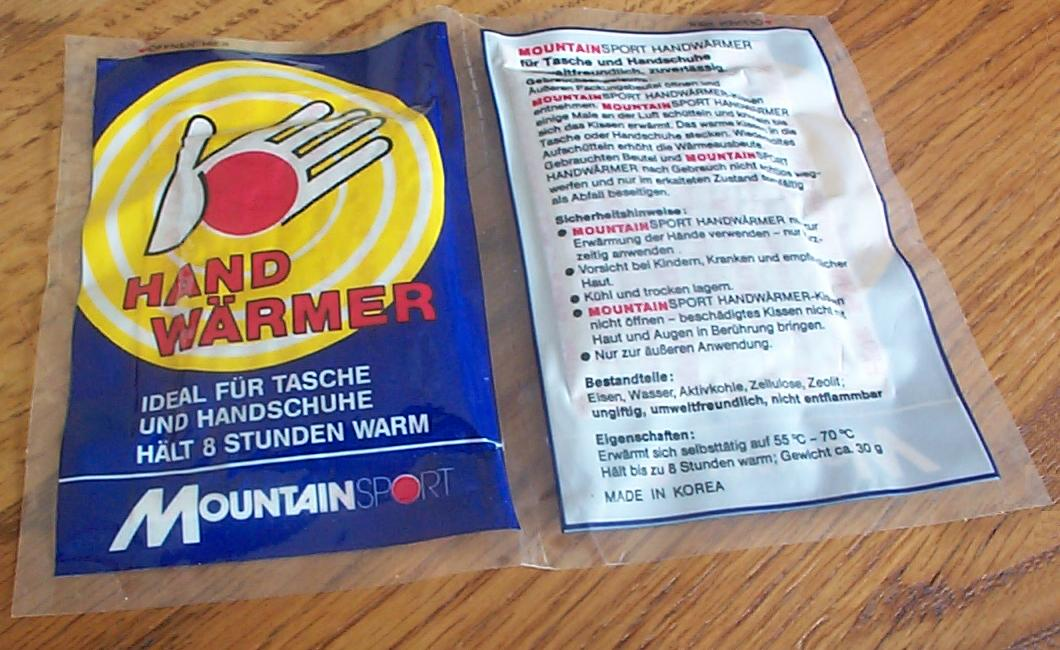
Einmal-Handwärmer

Aktivkohlewärmer sind Hilfsmittel zur Erzeugung chemischer Wärme und werden beispielsweise in Einmal-Handwärmern verwendet.
Sie bestehen aus Eisenpulver, Kochsalz, Aktivkohle, Wasser und Vermiculit umgeben von einer weichen, gasdurchlässigen Membran. Nach Öffnen einer luftdichten Umverpackung erfolgt eine langsame Oxidation des Eisens mit Luftsauerstoff. Durch die Verbindung mit Sauerstoff oxidiert das Eisen im Rahmen einer exothermen Reaktion, die freiwerdende Reaktionsenthalpie wird an die Umgebung abgegeben:
{\displaystyle \mathrm {4\ Fe_{(s)}+3\ O_{2(g)}+6\ H_{2}O_{(g)}\longrightarrow 4\ Fe(OH)_{3(s)}} }
mit einer Reaktionsenthalpie von ΔH° = −853,68 kJ pro mol Eisen.
Die maximale Temperatur kann bis zu 70 °C betragen; die Wärme wird über einen Zeitraum von 6 bis zu 24 Stunden abgegeben. Salz und Wasser erfüllen katalytische Aufgaben, Aktivkohle und weitere organische Komponenten dienen als Wärmespeicher und teilweise ebenfalls als Katalysator.
Durch luftdichtes Verpacken, also Abdichtung gegen Luftsauerstoff, kann die Reaktion gestoppt und die Wärmeabgabe zu einem späteren Zeitpunkt fortgesetzt werden.
Wärmekissen mit der Funktionsweise der Einmal-Handwärmer sind besonders im asiatischen Raum stark verbreitet. Die Kissen sind einseitig oft mit einer Klebefläche ausgestattet und können beispielsweise auf Oberschenkel oder Rücken geklebt werden. Auch Schuheinlagen nach diesem Prinzip sind erhältlich.